# Pastore della Sila

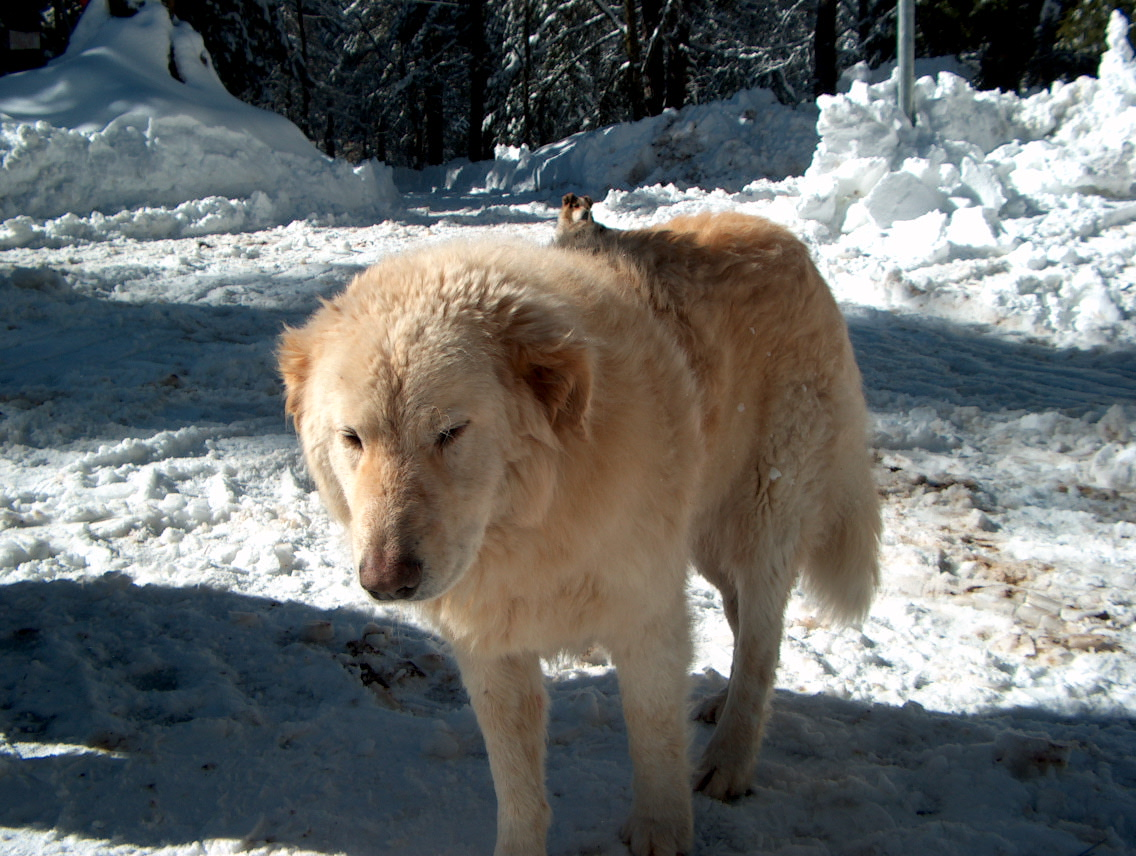
Pastore della Sila

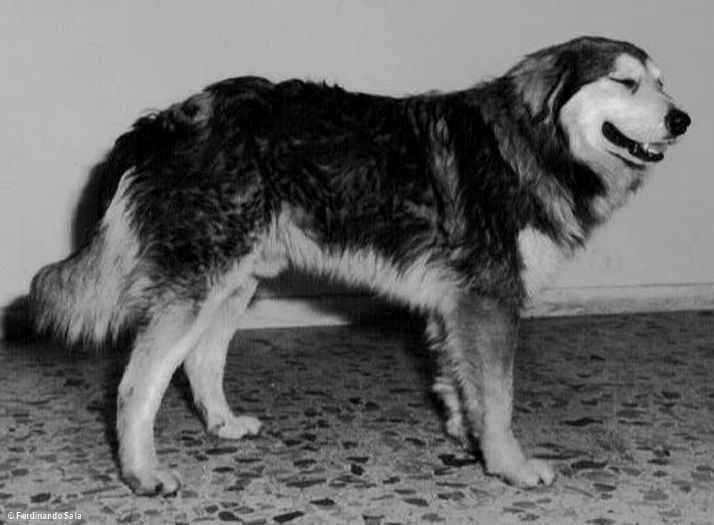
Pastore della Sila, foto uit de jaren 1970

De Pastore della Sila of cane da pastore silano is een traditioneel Italiaans hondenras afkomstig van het Sila-hoogplateau in Calabrië in Zuid-Italië. Het ras werd oorspronkelijk gefokt voor het bewaken van vee, met name tegen roofdieren zoals wolven. De naam verwijst naar het geografische gebied van oorsprong, de Sila.

## Geschiedenis
Het ras kent vermoedelijk een lange geschiedenis, mogelijk teruggaand tot herdershonden die door nomadische Indo-Europese volkeren uit Azië naar Zuid-Italië zijn gebracht. Deze honden ontwikkelden zich lokaal tot een type dat geschikt was voor het klimaat en de ecologie van het Sila-plateau. De Pastore della Sila werd voornamelijk gebruikt om runderen en geiten te bewaken, waaronder de Podolische runderen.
Vanaf de tweede helft van de 20e eeuw nam het aantal exemplaren sterk af, onder meer door veranderende landbouwmethoden en het verdwijnen van traditionele veeteelt. In de jaren tachtig begon men met pogingen tot herstel van het ras. In 2012 werd de Club Italiano Pastore della Sila opgericht met als doel het behoud en de promotie van het ras.

## Uiterlijk
De Pastore della Sila is een robuuste, gespierde hond met een krachtige lichaamsbouw. Reuen bereiken een schofthoogte van 67–70 cm en wegen 50–55 kg; teven zijn iets kleiner met een gewicht tussen 35 en 40 kg.
De vacht is dicht en lang, met een dikke ondervacht. Kleurvarianten zijn onder meer volledig zwart, zwart met witte aftekeningen (ook wel "Nero Calzato" genoemd), zwart met tan-aftekeningen ("Jelina"), en sable (vaalgeel tot roodachtig met zwarte haren). De kop is breed en krachtig met een rechte of licht convex neusbrug en driehoekige, hangende oren.

## Gedrag en gebruik
Van nature is de Pastore della Sila een waakzame en onafhankelijke hond met een sterk beschermingsinstinct. Het ras staat bekend om zijn moed, intelligentie, geheugen en zelfstandigheid. Tegenover vreemden kan hij wantrouwig zijn, maar hij toont zich loyaal en aanhankelijk binnen zijn sociale kring.
Traditioneel werd het ras ingezet als kuddebewaker in bergachtig terrein, vaak zelfstandig opererend zonder directe menselijke leiding.

## Huidige status
Hoewel het ras zeldzaam blijft, worden er pogingen ondernomen om het genetisch te conserveren en het aantal honden te vergroten. Het ras is (nog) niet erkend door de FCI, maar geniet erkenning binnen Italiaanse kynologische kringen. Er bestaan fokprogramma's en tentoonstellingen gewijd aan het ras, vooral in Calabrië.